# 強姦神話
強姦神話（ごうかんしんわ、英語: rape myths）は、強姦の加害者や被害者、性的暴行に対して持たれる、偏向していて類型的な、間違った信念のことである。レイプ神話（レイプしんわ）とも呼ばれる。例えば、「露出の高い服装をしたり、なれなれしい態度を取ったりする女性が被害に遭う」「嫌なら必死に抵抗したはずだ」「女性は強姦されたがっている」といった説が強姦神話に含まれる。

## 概説
強姦神話は、伝統的な性役割、個人間の暴力の容認、性的暴行の特質に対する誤解など、さまざまな文化的ステレオタイプに由来する。強姦神話の普及は、強姦の被害者に対する非難やスティグマ化の主因となっている。
強姦神話が性暴力のステレオタイプな被害者像として提示するのは、殴られて痣だらけとなった若い女性である。しかし、必ずしも目に見える身体的損傷が残るとは限らない。性的暴行における主要な問題は、当事者の双方が性的行為を行うことに同意したかどうか、または同意する能力があったかどうか、という精神的な面にもある。身体的外傷を負っていない性的暴行の被害者が、当局に通報しなかったり医療を求めなかったりするのは、このステレオタイプによるものである。

### 日本
日本では被害者が悪いとする有責性が強く信じられている。強姦神話を内面化した結果、何の落ち度もない被害者が自責の念に駆られるケースもある。

## 強姦神話の例
強姦神話とされる例を挙げる。これが全てではない。
- 性暴力にあうのは、若い女性だけである[10]。
- 挑発的な服装や行動をすることが被害をまねく[10]。
- 強姦被害は見知らぬ人からのものが多い[10]。
- 強姦は「いきなり襲われる」ものだ[10][11]。
- 本気で抵抗すれば被害を防げる[11]。
- 被害者は事件後にしばらく泣き暮らす[10][11]。
- 性暴力はめったに起こらない[10]。
- 加害者は好みのタイプを襲う[11]。
- 犯行の多くは暗い夜道やひと気のない場所で行われる[10]。
- 被害者はすぐに警察に届けたり人に相談したりするはずだ[10][11]。
- 被害者はすぐに警察に届けたり人に相談したりできないはずだ[11]。
- 子どもへの性虐待は稀にしか起こらない[10]。
- 子どもに性虐待をする人かどうかは、見た目で判断できる[10]。
- 女性は強姦をされたいと思っている

## 関連文献
- 杉田聡『レイプの政治学 レイプ神話と「性＝人格原則」』明石書店、2003年。ISBN 9784750317359。